# Łochowice (województwo kujawsko-pomorskie)

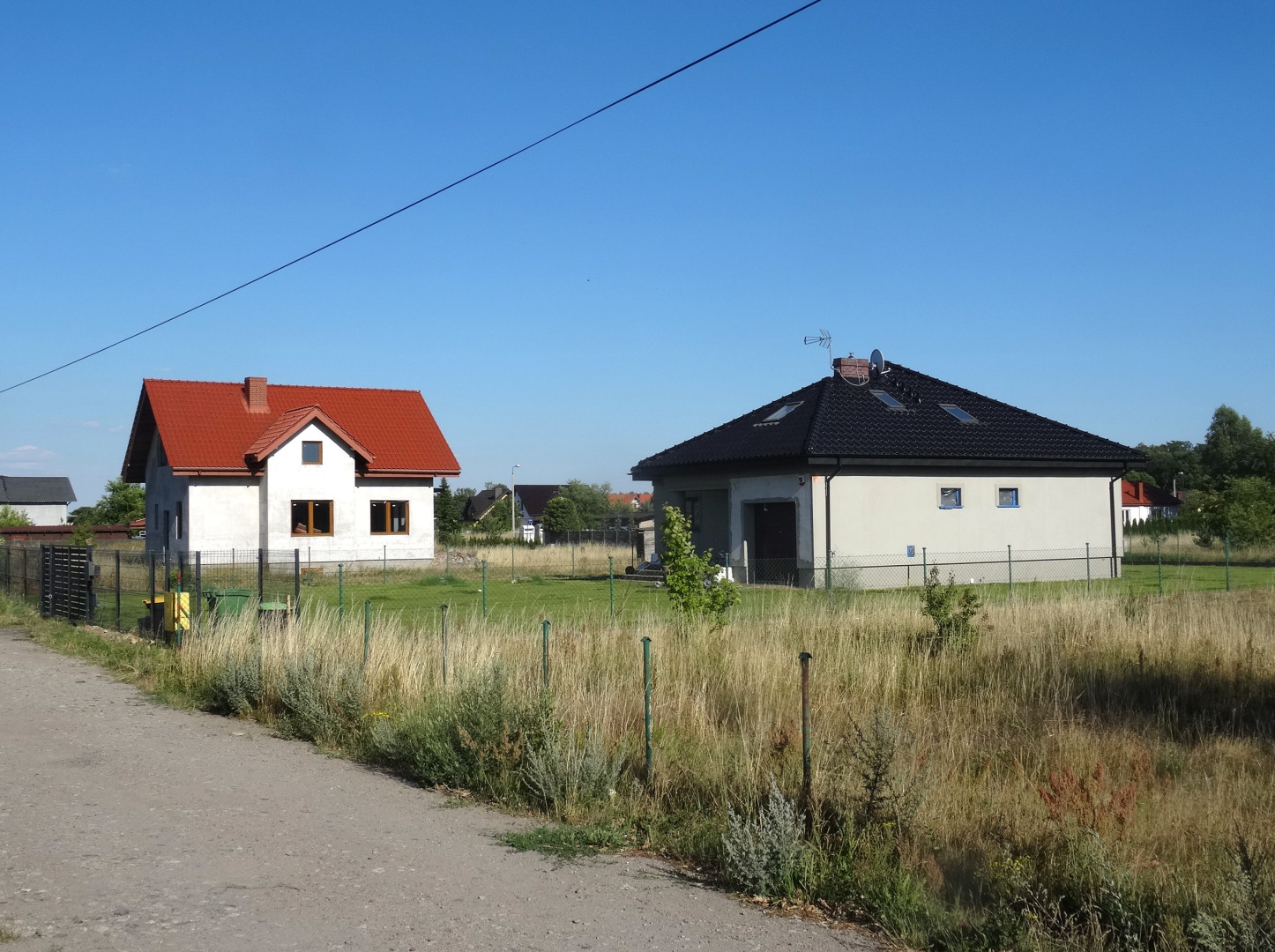
Zabudowa

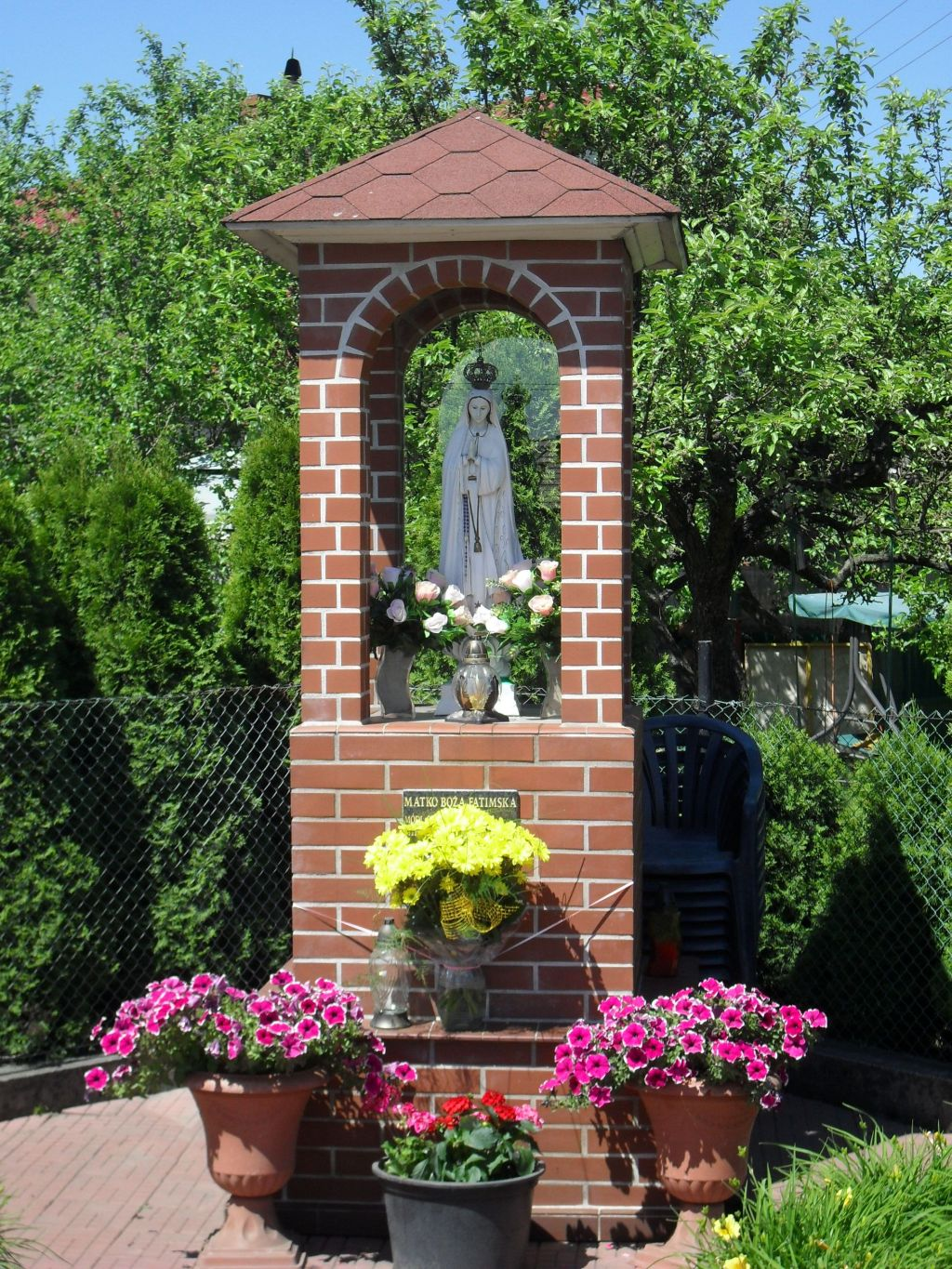
Kapliczka Matki Bożej Fatimskiej

Łochowice (Łochowiec – 1744, 1766, niem.: Lochowitze – 1878, Lochwitz –  1942–1945) – wieś w Polsce, położona w województwie kujawsko-pomorskim, w powiecie bydgoskim, w gminie Białe Błota.

## Podział administracyjny
W latach 1950–1998 miejscowość administracyjnie należała do województwa bydgoskiego.

## Położenie
Łochowice są wsią usytuowaną na zachód od Bydgoszczy, w gminie Białe Błota. Od wschodu graniczy z Łochowem, od zachodu i południa z Puszczą Bydgoską, zaś od północy z Kanałem Bydgoskim.
Pod względem fizycznogeograficznym Łochowice leżą w obrębie Pradoliny Toruńsko-Eberswaldzkiej w mezoregionie Kotlina Toruńska i mikroregionie Terasa Łochowska (IX terasa: 66–69 m n.p.m.).

## Charakterystyka
Łochowice mają charakter wsi podmiejskiej, położonej po obu stronach drogi powiatowej Bydgoszcz – Potulice – Nakło, w północno-zachodniej części gminy Białe Błota. Powierzchnia sołectwa wynosi 2,2 km². Od czasów przedwojennych do połowy lat 90. XX wieku wieś miała stałą powierzchnię 211,4 ha, gdzie użytki rolne stanowiły około 191 ha.
Miejscowość od lat 90. XX wieku wykazuje dużą dynamikę rozwoju, czerpiąc z bliskości Bydgoszczy znaczne impulsy rozwojowe. Dominujący sposób użytkowania to mieszkalnictwo wraz z zespołami handlu i usług nakierowanych na zaspokojenie potrzeb miejscowych.
Miejscowość przeznaczona jest pod zabudowę jednorodzinną i świadczenie usług. We wsi znajduje się tylko jedno gospodarstwo rolne o powierzchni powyżej 1 ha. W 2004 roku we wsi stało 40 starych domów oraz 140 nowo wybudowanych. Jest tu też nowa świetlica wiejska z placem zabaw dla dzieci.
Na terenie wsi działa Stowarzyszenie Kulturalno Społeczne Na Rzecz Rozwoju Wsi Łochowice „Łochowice z Przyszłością”, zajmujące się integracją społeczności poprzez organizację imprez takich jak festyny, zabawy dla dzieci oraz konkursy.
Liczba mieszkańców:
| 1970 | 1978 | 1988 | 1997 | 2004 | 2005 | 2006 | 2007 | 2008 | 2009 | 2010 | 2011 | 2012 | 2013 | 2014 | 2015 | 2016 | 2017 |
| ---- | ---- | ---- | ---- | ---- | ---- | ---- | ---- | ---- | ---- | ---- | ---- | ---- | ---- | ---- | ---- | ---- | ---- |
| 197  | 196  | 180  | 171  | 210  | 269  | 389  | 449  | 481  | 517  | 549  | 581  | 604  | 636  | 676  | 689  | 723  | 747  |

## Historia

### Prehistoria
Historia osadnictwa na terenie Łochowic sięga kilku tysięcy lat p.n.e., gdy po ustąpieniu lodowca i ociepleniu klimatu możliwa stała się eksploracja tego terenu przez ludzi. Na terenie wsi odkryto znaleziska z epoki żelaza oraz kultury łużyckiej.

### Okres staropolski
Łochowice odnotowano w źródłach pisanych w 1742 roku jako wieś olenderską, wchodzącą w skład uposażenia wójtostwa bydgoskiego. Inwentarz z 1744 roku wymienia Łochowiec jako wieś, w której pola nie były jeszcze wymierzone. Zarządzał nią administrator wójtowski, który zawarł kontrakt z dwoma osadnikami. Piotr Szmit mieszkał tu od dawna, zobowiązany był do robocizn przy dworze w wymiarze 12 dni na rok, za co otrzymywał 2 sztufy piwa na dzień. Z Mathiasem Hagenem, drugim osadnikiem, administrator zawarł kontrakt 1 kwietnia 1742 roku, zwalniając go przez cztery lata od czynszów i robocizn.
W 1753 wieś Łochowice miała 1 włókę, 13 morgów. We wsi mieszkał niejaki Wilson, który w 1752 roku zawarł kontrakt na użytkowanie gruntów na okres 50 lat. W zamian uiszczał 65 zł tytułem pogłównego, hiberny i gajowego. W 1759 powiększono mu czynsz o dodatkowe 60 zł oraz o 3 zł tytułem gajowego. W 1766 wieś miała 2 włóki i dwóch gospodarzy: Pawła Schnocken i Christiana Lenzera. Obaj w 1752 zawarli kontrakt królewski na 50 lat. Czynsz roczny wynosił 128 zł za pogłówne, gajowe i hibernę.
Według informacji z katastru fryderycjańskiego z 1773 roku w Łochowicach, określonych jako wieś wójtostwa bydgoskiego, mieszkało 2 gospodarzy i 4 komorników, którzy za mieszkanie i wyżywienie pracowali u właściciela. Inwentarz żywy stanowiły 4 konie, 10 wołów, 7 krów, 9 świń i 80 owiec.

### Okres zaborów
Łochowice w XIX wieku to wieś czynszowa otoczona od południa lasem, a od północy otwarta na rozległe łąki nad Kanałem Bydgoskim. W I połowie XIX wieku we wsi najlepiej rozwijała się hodowla owiec, w mniejszym stopniu krów, świń, wołów i koni. W II połowie XIX w. hodowla owiec poważnie zmalała kosztem zwiększenia pogłowia trzody chlewnej i bydła rogatego. Jako siłę pociągową wykorzystywano woły, w mniejszym stopniu konie.
Spis miejscowości rejencji bydgoskiej z 1833 r. podaje, że we wsi mieszkało 152 osób (142 ewangelików, 10 katolików) w 15 domach. Według opisu Jana Nepomucena Bobrowicza z 1846 r. wieś Łochowice należały do rządowej domeny bydgoskiej. Kolejny spis z 1860 r. podaje, że we wsi Łochowice mieszkało 232 osób (187 ewangelików, 45 katolików) w 30 domach. Najbliższa szkoła elementarna znajdowała się w Łochowie. Miejscowość należała do parafii katolickiej i ewangelickiej w Bydgoszczy.
W 1905 roku we wsi funkcjonowała jednoklasowa szkoła ewangelicka o trzech oddziałach należąca do gminy szkolnej w Łochowicach. Do szkoły chodzili chłopcy i dziewczęta wyznania katolickiego i ewangelickiego. Nauczał w niej jeden nauczyciel Otto Kurt Flatau. Do 1920 przewodniczącym dozoru szkolnego był pastor Knopp z Łochowa. Po odzyskaniu niepodległości dalej nauczał Flatał aż do chwili zamknięcia placówki.

### Dwudziestolecie międzywojenne
20 stycznia 1920 roku wieś weszła w skład odrodzonej Rzeczypospolitej. W ramach powiatu bydgoskiego powołano gminę Bydgoszcz Nadleśnictwo zwaną następnie Bydgoszcz-Wieś, złożoną z 12 gromad wiejskich, m.in. gromady Łochowice.
W latach 20. z miejscowości wyjechało wielu Niemców, a na ich miejsce napływali Polacy. Zmieniał się więc skład narodowościowy, jednakże aż do 1945 r. Łochowice charakteryzowały się stosunkowo dużym odsetkiem ludności niemieckiej, która miała przewagę nad Polakami pod względem ilościowym i majątkowym.
3 lutego 1923 dozór szkolny podjął decyzję o likwidacji szkoły w Łochowicach z powodu gwałtownego spadku liczby uczniów z 67 do 32. Decyzję tę zaakceptowało kuratorium i 1 maja 1925 zlikwidowano szkołę. Majątkiem rozwiązanej placówki zarządzać miał tzw. „Zarząd Majątku Szkolnego” w osobach: sołtys Michał Maciejewski oraz Otto Heinrich i Wilhelm Kramer. Majątek gminy szkolnej stanowił budynek szkolny z jedną klasą i mieszkaniem nauczyciela, stodoła, chlew, obora, lamus i pralnia oraz grunt liczący 1,64 ha. W jego skład wchodziła rola uprawna (0,625 ha), łąka (1 ha) i ogród (0,015 ha). Całość majątku wydzierżawiono Antoniemu Olszewskiemu a później Otto Heinrichowi. W 1927 majątek ten notarialnie przeszedł na rzecz gminy terytorialnej w Łochowicach. Gmina rolę wydzierżawiła Karolowi Szwalbe, a łąkę Alojzemu Frelichowskiemu. Taki stan prawny przetrwał do wybuchu drugiej wojny światowej.
W 1938 r. powierzchnia wsi Łochowice liczyła 211 ha. Mieszkało tu 113 Polaków i 134 Niemców. Udział procentowy ludności niemieckiej (54%) przekraczał znacznie średnią dla powiatu bydgoskiego wynoszącą około 22%.

### Okupacja niemiecka
3 i 4 września 1939 r. w trakcie wycofywania się wojsk polskich doszło w okolicy (Łochowo, Murowaniec, Prądki) do dywersji niemieckiej i ostrzeliwania żołnierzy. Zajęcie miejscowości przez wojska hitlerowskie i grupy specjalne, składające się z szowinistów niemieckich, zapoczątkowało represje miejscowej ludności polskiej.
W okresie okupacji niemieckiej 1939–1945 miejscowość wchodziła w skład rejencji bydgoskiej, powiatu bydgoskiego (niem. Landkreis Bromberg), obwodu urzędowego Bydgoszcz-Wieś (niem. Amtsbezirk Bromberg-Land), który składał się z 15 gmin: Białe Błota, Brzoza, Ciele Jachcice, Kruszyn, Lisi Ogon, Łochowice, Łochowo, Murowaniec, Opławiec, Osowa Góra, Prądki, Prądy, Przyłęki i Zielonka.
31 października 1943 roku gmina wiejska Łochowice (niem. Lochwitz) liczyła 211 ha. Mieszkało tu 185 osób w 46 domach.

### Po II wojnie światowej
Tuż po wyzwoleniu zaczęto już w styczniu 1945 r. organizować władze administracyjne. Na terenie powiatu bydgoskiego utworzono 10 urzędów gminnych, w tym gminę Bydgoszcz-Wieś, docelowo z siedzibą w Białych Błotach. Do gminy tej należało 14 gromad (sołectw): Białe Błota, Brzoza, Ciele, Kruszyn Krajeński, Lisi Ogon, Łochowice, Łochowo, Murowaniec, Opławiec, Osowa Góra, Prądki, Prądy, Przyłęki i Zielonka.
Po II wojnie światowej część mieszkańców wsi pochodzenia niemieckiego opuściła miejscowość, a na ich miejsce przybyli repatrianci z Wileńszczyzny.
Podczas reformy samorządowej w 1954 r. utworzono gromadę Łochowo, do której włączono również Łochowice. Od 1 stycznia 1960 roku wraz z Łochowem wchodziły w skład gromady Białebłota, przekształconej w 1973 r. w gminę Białe Błota.
W latach 90. XX wieku rozpoczął się gwałtowny proces suburbanizacji okolic Bydgoszczy, których Łochowice były jednym z beneficjentów. W ciągu 20-lecia po 1990 r. liczba mieszkańców miejscowości wzrosła około 3-krotnie. W 2000 r. przebiegającą przez wieś drogę Bydgoszcz – Nakło poszerzono do 6 metrów.

## Przynależność do parafii
Wieś od chwili swego powstania należała do katolickiej parafii św. Marcina i Mikołaja w Bydgoszczy. W 1920 w wyniku podziału parafii bydgoskiej wieś została przyłączona do Tymczasowego Okręgu Parafialnego Św. Trójcy w Bydgoszczy, przekształconego w 1924 w parafię. W 1933 roku wieś znalazła się w granicach powstałej parafii św. Antoniego z Padwy na Czyżkówku (w Bydgoszczy).
Po zakończeniu II wojny światowej Łochowice weszły w skład powołanej w 1946 roku parafii św. Kazimierza w Łochowie w oparciu o przejęty poewangelicki kościół, wystawiony na początku XX w. w stylu neogotyckim.

## Zabytki

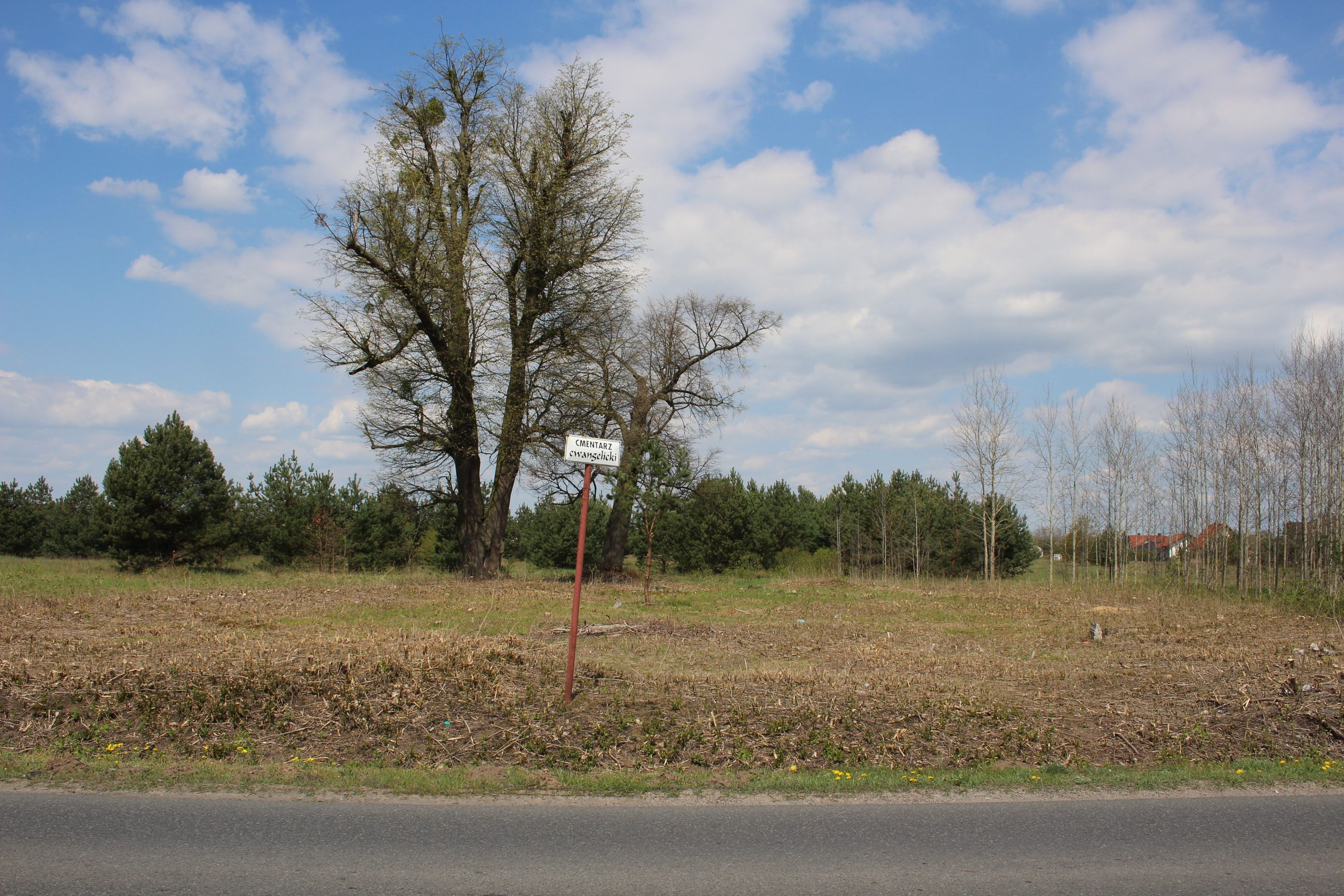
Cmentarz Ewangelicki w Łochowicach

Zagadnienie zabytków ma charakter sporny. Na początku lat 70. XX wieku wykazy nie rejestrowały we wsi zabytków powstałych do połowy XIX w. Kolejny wykaz z połowy lat 90. XX w. rejestrujący obiekty powstałe także w 2. połowie XIX i w pierwszych dziesięcioleciach XX w. wymienia 4 domy przy ulicy Leszczynowej (nr 1, 6, 10, 21), wzniesione na przełomie XIX i XX w. W planie zagospodarowania przestrzennego tej miejscowości za obiekty zabytkowe uznano budynki istniejące pod adresami: Szosa Bydgoska nr 2, 10; Leszczynowa nr 9; Dębowa nr 26, 37 oraz kapliczkę przydrożną. Wymienione ulice nie znajdują się w obrębie Łochowic, lecz sąsiedniej miejscowości – Łochowo. Ponadto Wykaz zabytków nieruchomych wpisanych do rejestru zabytków prowadzony przez Narodowy Instytut Dziedzictwa w Warszawie nie wykazuje żadnego zabytku na terenie Łochowic.
Na terenie wsi znajdują się:
- murowana kapliczka przydrożna z figurką Matki Boskiej Licheńskiej, róg ul. Szosa Nakielska i Kanałowa,
- cmentarze:
  - ewangelicki powstały przed 1878, obecnie ze zdewastowanymi grobami[19],
  - katolicki powstały w latach 1925–1937.

W roku 1952 robotnicy drogowi przypadkowo odkryli grób ciałopalny w formie popielnicy z wczesnego okresu żelaza – kultury łużyckiej. Naczynie miało wysokość 25 cm, średnicę brzuśca 29 cm, średnicę dna 10,5 cm. Na brzuścu znajdował się ornament z rzędami poziomo biegnących ukośnych nakłuć. Zabytek ten przekazano do Muzeum Okręgowego w Bydgoszczy.

## Ochrona przyrody
We wsi znajdują się następujące pomniki przyrody:
| Nr | Nazwa               | Lokalizacja          | Obwód przy powołaniu | Obwód 2012 r. | Zdjęcie                                                                              |
| 1. | Dąb szypułkowy      | przy posesji nr 34   | 330 cm               | 393 cm        | Quercus robur, Łochowice, Kuyavian-Pomeranian Voivodeship, Poland. Natural monument. |
| 2. | 2 Lipy drobnolistne | cmentarz ewangelicki | 300 i 455 cm         | ? i 476 cm    |                                                                                      |

## Statystyka
Poniżej podano wybrane informacje statystyczne dotyczące wsi Łochowice na podstawie Banku Danych Lokalnych GUS.
Narodowy Spis Powszechny 2002 wykazał, że we wsi Łochowice mieszkało 193 osób w 69 gospodarstwach domowych. Co czwarta osoba posiadała wykształcenie wyższe lub średnie. We wsi znajdowało się 50 budynków ze 67 mieszkaniami. Prawie połowa mieszkań pochodziła sprzed 1945 roku, zaś 27% wzniesiono w latach 1989–2002.
Narodowy Spis Powszechny 2011 odnotował 591 mieszkańców Łochowic. W 2013 r. działalność gospodarczą prowadziło 99 podmiotów, w tym 86 osób fizycznych, 13 osób prawnych, 6 spółek handlowych (w tym 1 z udziałem kapitału zagranicznego). Dominowały mikroprzedsiębiorstwa (0–9 osób). Jedno przedsiębiorstwo zatrudniało powyżej 250 osób, a 3 – w granicach 10–49 osób.
W latach 2008–2013 oddano do użytku 78 mieszkań – wszystkie w budownictwie indywidualnym. Stanowiło to tylko 5% nowych mieszkań wzniesionych w tym czasie w całej gminie, lecz bardzo wiele w kontekście dotychczasowej zabudowy wsi. W miejscowości funkcjonował punkt przedszkolny, który obejmował opieką 50 dzieci.